# Нзінґа Мона
Нзінґа Мона (Нзінга а Мона) (д/н — 1680) — 9-й нгола (володар) незалежної держави Ндонго і 5-й нгола держави Матамба в 1666—1669 і 1670—1680 роках. відомий також як Антоніу I.

## Життєпис
Походив з одного з племен імбангали. Власне ім'я невідоме. Після 1635 року перейшов на службу до Нзінґи, нголи Матамби-Ндонго. в подальшому отримавши титул нзінґа а мона (командувач Нзінґи), що згодом використовувалося як власне ім'я.
Відзначився у кампаніях 1641—1644, 1647—1648 і 1655—1656 років проти португальців, ставши провідним військовиком держави. Цього стала побоюватися нгола Нзінґа. Прихильники запропонували оженити Нзінґу Мону з сестрою нголи — Барбарою, проте це було відкинено. 1656 року хрестився під ім'ям Аноніу Карраско на честь хресного — Жуана Карраско.
1663 року після смерті Нзінґи трон посіла Барбара. Спираючись на прихильників серед знаті та вояків Нзінґа Мона підняв повстання, 1665 року завдавши рішучої поразки військам нголи, а 1666 року повалив її.
Оголошений новим володарем Матамби-Ндонго. Він заборонив християнство в державі, оголосив про повернення до традиційних вірувань. Наказав зруйнувати церкву Санта-Марія-Матамба.
В свою чергу португальці надали підтримку Жоао Гутьєрешу, чоловікові Барбари. Той 1669 року завдав поразки Нзінґа Моні, який відступив до Матамби. Але 1670 року переміг Жоао, повернувши собі владу.
Протягом 10 років панував в Матамбі-Ндонго, але зрештою за допомогою португальців Франсішку Гутьєреш повалив Нзінґу Мону.